# Aserbajdsjan ved sommer-PL 2020
Aserbajdsjan deltog i Sommer-PL 2020 i Tokyo, Japan fra 24. august til 5. september 2021.

## Medaljer
| 2020 Tokyo   | Guld | Sølv | Bronze | Total |
| Aserbajdsjan | 14   | 1    | 4      | 19    |

### Medaljevinderne
| Aserbajdsjan under sommer-PL 2020 i Tokyo | Aserbajdsjan under sommer-PL 2020 i Tokyo | Aserbajdsjan under sommer-PL 2020 i Tokyo | Aserbajdsjan under sommer-PL 2020 i Tokyo | Aserbajdsjan under sommer-PL 2020 i Tokyo |
| Medalje                                   | Navn                                      | Sport                                     | Event                                     | Dato                                      |
| ----------------------------------------- | ----------------------------------------- | ----------------------------------------- | ----------------------------------------- | ----------------------------------------- |